# 元瑞
元瑞（？—？），字天赐，河南郡洛阳县（今河南省洛阳市东）人，追尊魏昭成帝拓跋什翼犍后裔，都牧尚书、沛郡简公拓跋祯第五子，北魏宗室、官员。

## 生平
元瑞的母亲尹氏怀孕时受伤，后来在白天睡觉，梦到一个老人身着衣帽告诉自己说：“我赐给你一个儿子，你不要忧虑。”尹氏醒来后私下很高兴，又询问占卜的人，占卜的人说：“很吉利。”不久尹氏就生下元瑞，拓跋祯认为与梦吻合，就给儿子取名为瑞，字天赐。元瑞后出任太中大夫。死后，朝廷赠予太常卿。

## 子女
- 元氏，嫁东魏骠骑大将军、左光禄大夫、光禄勋卿慕容纂[3]